# 普罗旺斯 (路易斯安那州)
普罗旺斯（英語：Provencal），是美国路易斯安那州下属的一座村镇。根据2010年美国人口普查，该市有人口611人。建置上，属于“village”。